# Daphnandra micrantha
Daphnandra micrantha är en tvåhjärtbladig växtart som beskrevs av George Bentham. Daphnandra micrantha ingår i släktet Daphnandra och familjen Atherospermataceae. Inga underarter finns listade i Catalogue of Life.